# Sohawal (stato)
Lo Stato di Sohawal fu uno stato principesco del subcontinente indiano, avente per capitale la città di Sohawal.

## Storia
Lo stato di Sohawal venne fondato a metà del XVI secolo da Fateh Singh. Originariamente lo stato era più grande, ma gran parte del territorio venne perduto a vantaggio di altri stati confinanti nei primi secoli della sua esistenza.
Sohawal divenne un protettorato britannico inizialmente subordinato allo stato di Panna, ma ottenne poi un sanad separato e nel 1809 ad Aman Singh venne garantito il titolo di Rais. Durante il periodo tra il 1830 ed il 1833 vi fu un interregno nel quale il Sohawal passò sotto l'amministrazione diretta inglese.
L'ultimo regnante di Sohawal siglò l'adesione all'Unione Indiana il 1 gennaio 1950.

### Governanti
I governanti del Sohawal utilizzarono il titolo di Rais e dopo il 1911 adottarono il titolo di Raja.

#### Rais
- 1550 - .... Fateh Singh
- .... - 1750 Prithipal Singh
- .... - .... .... (quattro regnanti)
- p.1809 - 18.. Lal Aman Singh (1ª volta)
- 18.. - 1830 Raghunath Singh                    (m. 1830/33)
- 1830 - 1833 vacante
- 1833 - 1840 Lal Aman Singh (2ª volta)
- 1840 - 1865 Sheo Singh                         (m. 1865)
- 1 novembre 1865 - 1899 Sher Jang Bahadur Singh            (n. 1853 - m. 1899) (con il titolo personale di Raja dal 1º gennaio 1879)
- 23 novembre 1899 - 1911 Bhagwant Raj Bahadur Singh         (n. 1878 - m. 1930)

#### Raja
- 1911 - 16 febbraio 1930 Bhagwant Raj Bahadur Singh         (s.a.)
- 1930 - 15 agosto 1947 Jagendra Bahadur Singh             (n. 1899 - m. 1974)